# 嘉当-迪厄多内定理
嘉当-迪奥多内定理，乃数学中以埃利·嘉当与让·迪厄多内命名的定理，此定理所涉及的是对称双线性形式的自同构群。

## 定理的陈述
设 (V,b) 是特征非 2 域上的一个 n-维非退化对称双线性空间。那么，任何一个正交群 O(V,b) 中的元素都能写成不多于 n 个反射的复合。
特征 2 的域，修改一下反射的定义，结论仍然成立，除了惟一的特例：K 只有两个元素（{0,1}），V 的维数为 4，b 的维特指数为2。